# 中華民國—賴比瑞亞關係
中華民國與賴比瑞亞共和國於1957—1977年、1989—2003年有官方外交關係，斷交後，目前沒有在對方首都互設具大使館功能的代表機構。對賴比瑞亞的相關事務由駐奈及利亞聯邦共和國臺北貿易辦事處兼轄。

## 政治

### 外交
1957年8月19日，建立公使級外交關係。於首都蒙羅維亞設立中華民國駐賴比瑞亞共和國公使館，並派駐公使。
1960年2月，升格為大使級外交關係。公使館升格為大使館，並派駐大使。
1965年4月24日，賴比瑞亞副總統陶伯特抵台訪問。
1967年12月，總統府秘書長張群任慶賀賴比瑞亞總統、副總統就職典禮特使。
1970年，於首都臺北設立賴比瑞亞共和國駐中華民國大使館，並派駐大使，由駐日本大使兼任。
1977年2月23日，與中華民國首次斷交。
1988年7月6日，於首都蒙羅維亞設立中華民國駐賴比瑞亞商務代表團。
1989年10月2日，利比里亚政府宣布将与中华民国政府恢復大使級外交關係。9日，双方在台北签署《中华民国与賴比瑞亞共和国恢复外交关系联合公报》，正式复交，商務代表團升格為大使館。12月，賴比瑞亞發生內戰，至1993年7月25日簽署《和平協定》，政權暫由各派系組成的「過渡政府」接掌。8月10日，該國索耶派「臨時政府」在政權移交前夕，宣布與中華人民共和國恢復外交關係，中華民國發表聲明，質疑此決定的合法性，而該國最大派系「全國愛國陣線」領導人泰勒於9月7日發表聲明，反對「臨時政府」與之復交的決定。此後，由於賴比瑞亞政局不明，海峽兩岸大使館得以並存於首都蒙羅維亞。1997年7月19日，泰勒當選賴比瑞亞總統，其所領導的全國愛國黨亦獲得國會絕對多數席次。泰勒當選後即表示繼續與中華民國維持外交關係，並致函邀請總統李登輝出席就職典禮。賴比瑞亞政府發言人表示，同時承認中華民國與中華人民共和國兩個政府，又賴比瑞亞為主權國家，有權與任何國家交往。中華人民共和國在此情形下宣布與賴比瑞亞中止外交關係，並撤消承認該國駐香港名譽領事。
賴比瑞亞與中華民國於1989年復交後，由於賴比瑞亞發生內戰，沒有派駐中華民國大使，至1996年，賴比瑞亞的親中華民國派始派駐大使；中華民國大使館也因為賴比瑞亞政局動盪，於1990年後撤往科特迪瓦，至1997年內戰結束後遷回。
2003年10月12日，與中華民國第二次斷交。當日，賴比瑞亞外交部代理部長接見駐賴大使陳永綽表示，因受到鄰近國家、非洲聯盟、聯合國之派駐代表的強大壓力，決定自當地時間10月12日起恢復與中華人民共和國的外交關係，稍後對外正式宣布。
2010年5月31日，《紐約時報》報導，賴比瑞亞前總統泰勒正在荷蘭海牙國際法庭受審，同時，賴比瑞亞政府也追討其貪污資產，追查過程中，發現有8筆總額超過2,000萬美元匯款來自中華民國政府，但全被泰勒中飽私囊。中華民國外交部副發言人章計平表示，當初援助的款項是用來興建醫院或幫助青少年復學等人道救援用途，對於賴比瑞亞把這筆金錢用在其他用途，外交部深感遺憾，並譴責賴比瑞亞沒善用台灣的援助好意。至於是否有匯款以鞏固邦交，章計平不願回應。但知情人士表示，在當時兩岸烽火外交情況下，「台灣需要用各種方法防止中國搶走我邦交國，會有金援外交的出現，也是當時不得不的背景造成的。」

#### 支持中華民國參與國際組織

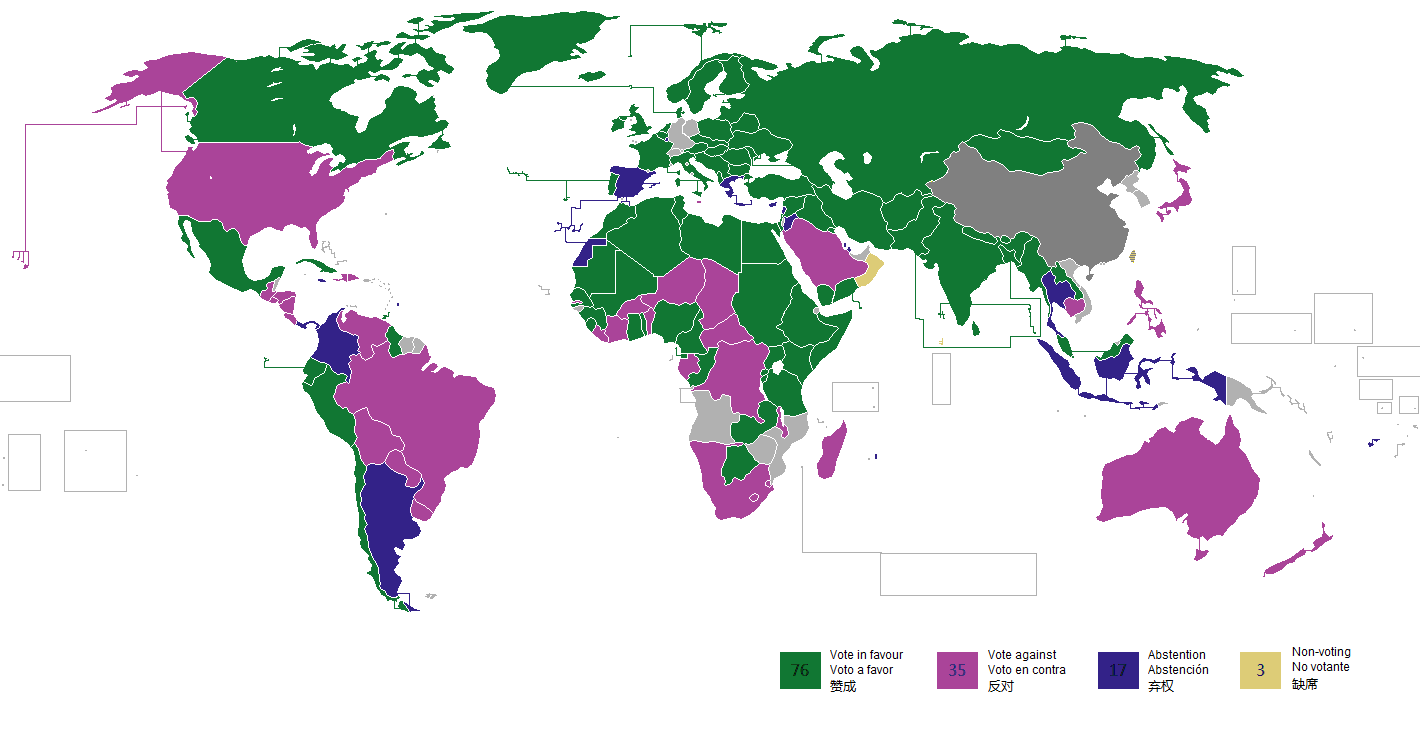
紫色國家表示在1971年的投票中支持中華民國續留聯合國，即《聯合國大會2758號決議》，其中包括賴比瑞亞。

兩國在邦交期間，賴比瑞亞曾多次支持中華民國參與國際組織。
1995年10月，賴比瑞亞在聯合國大會的總辯論，以及聯合國成立50週年特別紀念會議中發言支持中華民國參與聯合國；1997年9月，賴比瑞亞在大會的總辯論中，為中華民國參與聯合國執言；1998年7月，賴比瑞亞與其他14個中華民國的邦交國連署提案，要求聯合國大會將「基於國際情勢之變遷以及中國分治之事實，應重新檢討聯大第二七五八（貳拾陸）號決議」案列入議程。9月，在大會的總辯論中發言支持；1999年8月，賴比瑞亞與其他12個中華民國的邦交國連署提案，要求聯合國大會將「應審視中華民國在台灣所處之特殊國際處境，以確保其二千二百萬人民參與聯合國之基本權利獲得完全尊重」案列入議程；1999年9月、2001年11月、2002年9月，在大會的總辯論中發言支持中華民國參與聯合國。
1999年4月，賴比瑞亞向世界衛生組織（WHO）提案「邀請中華民國以觀察員身分參與世界衛生大會」；2002年5月，賴比瑞亞於大會（WHA）的部長圓桌會議中，發言支持台灣以觀察員身分參與世界衛生大會。

### 人員互訪（1990年至今）

#### 賴比瑞亞
| 職稱         | 姓名                           | 日期                             | 備註                |
| ------------ | ------------------------------ | -------------------------------- | ------------------- |
| 總統         | 泰勒                           | 1997年11月、2000年2月、2001年3月 | [ 2 ] [ 21 ] [ 22 ] |
| 副總統       | 莫尼巴 多哥利亞                | 1990年4月 2000年5月              | [ 23 ] [ 21 ]       |
| 參議院代議長 | 波圖（Keikura B. Kpoto）       | 1999年8月                        | [ 24 ]              |
| 眾議院議長   | 蒙寇瑪納（Nyudueh Morkonmana） | 1998年10月                       | [ 25 ]              |

國務委員會副主席泰勒、外交部長開普頓、教育部長康達凱（Evelyn Kandakai）、農業部長馬沙果、財政部長白斯曼（Bestmon）、計畫暨經濟部長麥可嵐（McLain）、公共工程部長李查森（Richardson）、泰勒（Emmett Taylor）、新聞文化暨觀光部長慕爾巴（Mulbah）、土地礦業暨能源部長頓巴（Dunbar）、參議院外交委員會主席葛瑞（Gray）、眾議院外交委員會主席凱尼（Kaine）、蒙羅維亞市長卡特（Carter）。

#### 中華民國
| 職稱       | 姓名   | 日期      | 備註   |
| ---------- | ------ | --------- | ------ |
| 考試院院長 | 許水德 | 1998年7月 | [ 25 ] |

政務委員蘇起、外交部長胡志強、外交部政務次長吳子丹、外交部常務次長邱榮男。

## 經濟

### 貿易
| 年分 | 貿易總額  | 貿易總額 | 貿易總額 | 出口至賴比瑞亞 | 出口至賴比瑞亞 | 出口至賴比瑞亞 | 自賴比瑞亞進口 | 自賴比瑞亞進口 | 自賴比瑞亞進口 | 順逆差 |
| 年分 | 金額      | 年增減   | 排名     | 金額           | 年增減         | 排名           | 金額           | 年增減         | 排名           | 順逆差 |
| ---- | --------- | -------- | -------- | -------------- | -------------- | -------------- | -------------- | -------------- | -------------- | ------ |
| 2017 | 1,368,312 | ▲74.1%   | 183      | 1,343,318      | ▲71.1%         | 170            | 24,994         | ▲30,380.5%     | 207            | 順差▲  |
| 2018 | 1,087,153 | ▼20.5%   | 188      | 1,083,487      | ▼19.3%         | 173            | 3,666          | ▼85.3%         | 220            | 順差▼  |
| 2019 | 1,464,308 | ▲34.7%   | 184      | 1,437,217      | ▲32.6%         | 169            | 27,091         | ▲639.0%        | 205            | 順差▲  |
| 2020 | 1,779,088 | ▲21.5%   | 176      | 1,756,974      | ▲22.2%         | 163            | 22,114         | ▼18.4%         | 199            | 順差▲  |
| 2021 | 4,978,034 | ▲179.8%  | 165      | 4,943,920      | ▲181.4%        | 150            | 34,114         | ▲54.3%         | 196            | 順差▲  |
| 2022 | 2,046,213 | ▼58.9%   | 182      | 2,046,178      | ▼58.6%         | 169            | 35             | ▼99.9%         | 243            | 順差▼  |
| 2023 | 1,805,755 | ▼11.8%   | 181      | 1,802,703      | ▼11.9%         | 169            | 3,052          | ▲8,620.0%      | 213            | 順差▼  |
| 2024 | 1,752,555 | ▼2.9%    | 182      | 1,751,862      | ▼2.8%          | 166            | 693            | ▼77.3%         | 226            | 順差▼  |

2023年的兩國貿易項目如下：
出口至賴比瑞亞的前10大項目為：橡膠或塑料加工機或以此類原料製造產品之機械；空氣泵或真空泵、空氣或其他氣體压缩机與风扇；印刷版、滾筒與其他印刷組件之印刷机以及打印机、复印机與傳真機；塑膠製之建築用器具；冷凍魚；金属、金屬碳化物、玻璃、礦物、橡膠或塑膠模具；診斷或實驗用有底襯之試劑或配製試劑，以及檢定參照物；由兩件或以上配合成套供零售之工具；電話機（包括智能手机），以及其他傳輸或接收聲音、圖像之有線或无线网络通訊器具；水，包括礦泉水與汽水（碳酸水），含糖或其他甜味料或香料與其他未含酒精飲料等。
自賴比瑞亞進口的項目為：電路開關、保護電路或連接電路用之電氣用具、光纖、光纖束、光纤电缆或光纖傳輸纜用之連接器；特殊物品，含進口未超過5萬新臺幣之小額報單與其他零星物品；針織或鉤針織套頭衫、無領開襟上衣、外穿式背心與類似品；传动轴、曲柄、軸承、齿轮、滾珠、飛輪或滑轮、離合器或联轴器；針織或鉤針織T恤、汗衫與其他；女用或女童用服飾等。

### 投資
根據中華民國經濟部投資審議委員會統計，截至2015年，臺商赴賴比瑞亞總投資金額約1億9,537萬美元，計有13件；賴比瑞亞赴臺灣總投資金額約9億3,195萬美元，計有37件。

## 交流

### 合作
1997年11月，賴比瑞亞總統泰勒訪臺，與中華民國總統李登輝商議設置兩國間混合委員會，自1998年起每年輪流在對方首都舉辦會議。

### 援助
1990年，設立駐賴比瑞亞農業技術團與醫療團，後因該國內戰而撤團。至1997年，恢復派駐農技團，以協助發展水稻、陸稻及蔬菜等作物。2002年，又因賴比瑞亞內亂紛擾，撤離部分團員。
由於賴比瑞亞連年內戰，中華民國於1996年9月捐贈1萬公噸食米。
1999年9月21日，台灣發生大地震，賴比瑞亞總統泰勒致電中華民國總統李登輝表示慰問，並承諾捐贈5,000立方公尺木材供災區重建。
2003年9月，中華民國駐賴比瑞亞大使陳永綽與賴比瑞亞10個非政府组织（NGO）代表簽署合作協議，中華民國政府資助50萬美元，由NGO組成的「台灣—賴比瑞亞救難基金會」（Taiwan-Liberia Relief Foundation）購買營養食品，救濟因該國內戰的受難兒童。

## 司法

### 犯罪事件
2010年7月，中華民國警方逮捕3名持假黃金詐騙的賴比瑞亞籍男子，其以30公斤「金包銅」的假黃金，騙走台灣黃金盤商400萬新台幣，2名嫌犯得手後企圖由高雄小港機場潛逃出境，檢警在國境大門前攔捕嫌犯並追回贓款，隨後再逮捕第3名共犯。但部分贓款不翼而飛，研判已支付給掮客。

## 協定
| 日期           | 簽署                                                                                                 | 備註         |
| -------------- | --- | ------------ |
| 1937年12月11日 | 《中國利比里亞國友好條約》                                                                                 | 條約稱呼亞   |
| 1963年6月15日  | 《中華民國與賴比瑞亞共和國文化專約》                                                                 | 以下簡稱中賴 |
| 1965年10月23日 | 《中賴技術合作協定》                                                                                 | [ 註 2 ]     |
| 1970年6月5日   | 《中賴農業技術合作協定》                                                                             | [ 註 3 ]     |
| 1973年2月14日  | 《中賴（獸醫）技術合作協定》                                                                         | [ 註 4 ]     |
| 1975年9月7日   | 《中華民國政府與賴比瑞亞共和國政府關於協建賴國自由工業區備忘錄》                                     |              |
| 1976年10月22日 | 《中賴體育交流合作備忘錄》                                                                           |              |
| 1997年9月29日  | 《中賴政府間瞭解備忘錄》                                                                             |              |
| 1998年2月      | 《中賴協助賴比瑞亞政府安置解甲戰士計畫備忘錄》                                                       | [ 25 ]       |
| 1999年6月17日  | 《中賴投資促進暨相互保護協定》                                                                       |              |
| 2015年7月27日  | 《臺灣、澎湖、金門、馬祖個別關稅領域與賴比瑞亞共和國就賴比瑞亞共和國加入世界貿易組織雙邊談判議定書》 |              |

## 簽證

持中華民國護照的中華民國國民簽證要求分布圖：入境賴比瑞亞需要簽證。

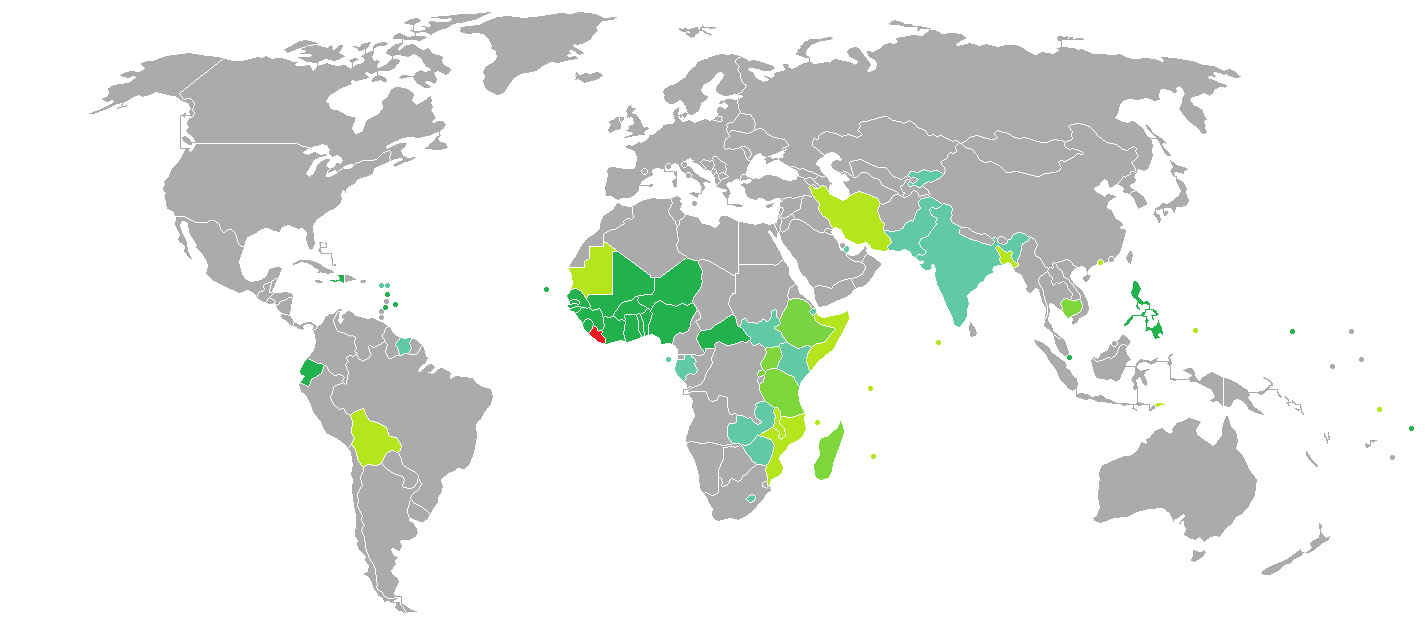
持賴比瑞亞護照的賴比瑞亞人口簽證要求分布圖：入境中華民國需要簽證。

兩國國民皆須申請簽證方可入境對方國家。持中華民國護照的中華民國國民可至賴比瑞亞移民署（Liberia Immigration Service）網站或駐外大使館洽詢簽證申辦程序。經賴比瑞亞轉機，停留時間不超過48小時，應申請过境签证。
持賴比瑞亞護照的賴比瑞亞國民抵台參加由中央政府機關主辦、協辦或贊助之國際會議、運動賽事、商展或其他活動，可以電子簽證入境中華民國，停留最多30天並不得延期。

## 交通

### 航空
資料截至2023年6月28日

#### 客運
兩國無直航班機，亦無中華民國→直航第三地→賴比瑞亞，需多次轉機前往。
例如：
- 臺北→杜拜→阿克拉→賴比瑞亞的罗伯茨国际机场。

## 外部連結
- 中華民國外交部－賴比瑞亞共和國簡介 （页面存档备份，存于）
- 駐奈及利亞聯邦共和國臺北貿易辦事處
- 外交部領事事務局－國外旅遊警示分級表
- 中華民國衛生福利部－國際旅遊疫情建議等級
- 中華民國國際經濟合作協會 （页面存档备份，存于）